# Tisha Wallerová
Tisha Felice Waller (* 1. prosince 1970, South Boston, Virginie) je bývalá americká atletka, jejíž specializací byl skok do výšky.

## Kariéra
V roce 1991 vybojovala výkonem 190 cm bronzovou medaili na světové letní univerziádě v britském Sheffieldu. Na Mistrovství světa v atletice 1991 v Tokiu skončila v kvalifikaci. V roce 1995 obsadila 7. místo na halovém MS v Barceloně. O rok později reprezentovala na letních olympijských hrách v Atlantě, kde ve finále překonala 193 cm, což stačilo na dělené 9. místo společně se Slovinkou Brittou Bilačovou. V roce 1998 získala zlatou medaili na Hrách dobré vůle v New Yorku a na světovém poháru v atletice v jihoafrickém Johannesburgu se umístila na třetím místě.
Největší úspěchy své kariéry zaznamenala v roce 1999. Na halovém MS v japonském Maebaši vybojovala výkonem 196 cm bronzovou medaili. V témže roce poprvé, avšak také naposledy v kariéře překonala dvoumetrovou hranici pod širým nebem. Na Mistrovství světa v atletice 1999 v Seville se podělila společně s českou výškařkou Zuzanou Hlavoňovou a Švédkou Kajsou Bergqvistovou o 4. místo, když všechny tři shodně překonaly 196 cm. Na halovém MS 2003 v Birminghamu postoupila do finále, kde skončila na 7. místě (196 cm). V roce 2004 se zúčastnila podruhé v kariéře letních olympijských her, které se konaly v Athénách. V kvalifikaci skočila 189 cm, což k postupu do finále nestačilo.

## Osobní rekordy
- hala - (201 cm - 28. února 1998, Atlanta) - národní rekord
- venku - (200 cm - 18. dubna 1999, Walnut)